# Serž

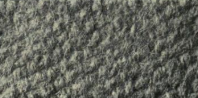
Plstěný serž z kříženecké vlny, 400 g/m² (asi z roku 1915)

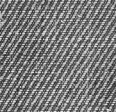
Polovlněný serž asi z roku 1925 (osnova bavlna, útek česaná vlna)

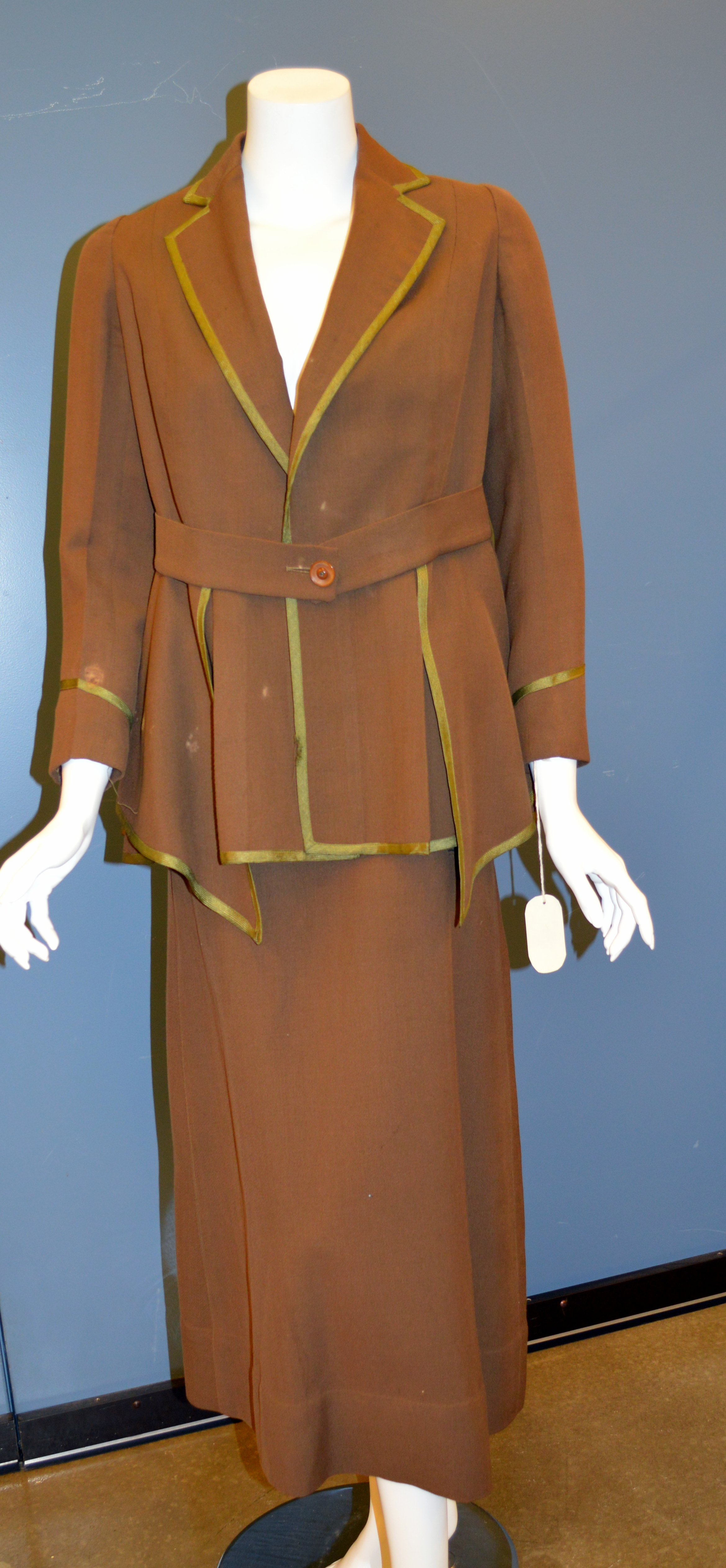
Seržový kostým ze 2. dekády 20. století (Missouri History Museum)

Serž (z latiny: sercia = hedvábí) je obchodní označení pro hustou tkaninu v keprové vazbě, které se používá
- pro hedvábnické, hladké, mírně lesklé, jednobarevné zboží. Vyrábí se nejčastěji z viskózových filamentů v osnově a z bavlněné příze v útku jako podšívkovina [1] [2]
- pro vlnařské tkaniny s mírně ostrým omakem, obvykle z česané jednobarevné nebo melanžové příze. Šijí se z nich šaty, kostýmy, kalhoty i sukně [3] [4]
- v textilním obchodě se pro podšívkový serž v oboustranné keprové vazbě obvykle používá označení tvil [5]

## Z historie serže
V hrobce  Karla Velikého měl být nalezen kousek hedvábného serže z 8. nebo 9. století barveného s byzantskými motivy. Slovo serge bylo v angličtině známé asi od 12. století  
V 21. století se seržové tkaniny stále ještě používají jak na módní oděvy, tak i na vojenské uniformy, nábytkové potahy aj.
Poznámka: Ve francouzštině znamená „Serge de Nimes“ pevnou tkaninu v keprové vazbě vyráběnou v Nimes. Ze zkratky Serge de Nimes vznikl pravděpodobně název denim. 